# Sorbus
« Sorbier » redirige ici.  Pour la commune de l'Allier, voir Sorbier (Allier). Pour les autres significations, voir Sorbier (homonymie).
Genre
Classification GRIN
Sorbus (les sorbiers et les alisiers) est un genre de plantes à fleurs de la famille des Rosacées.
Les sorbiers et les alisiers sont des arbustes ou des arbres qui croissent notamment dans les forêts collinéennes et montagnardes. Plusieurs espèces ou hybrides sont cultivés comme arbres d'ornement. Les espèces de Sorbus sont caractérisées par des fruits globuleux, rouge corail, orange ou brun, appréciés des oiseaux, appelés alises chez les alisiers et sorbes chez les sorbiers. Leur bois blanc rougeâtre, rouge brunâtre, au grain serré, est utilisé en ébénisterie. Alisier désigne les espèces à feuilles simples et Sorbier les espèces à feuilles composées.
Selon l’Union internationale pour la conservation de la nature, les sorbiers sont particulièrement en danger, les trois quarts des 170 espèces européennes du genre Sorbus (au sens large, voir la section Liste des espèces) étant considérées comme menacées de disparition.

## Description
Au sens strict (voir la section Liste des espèces), le genre Sorbus regroupe des arbres et arbustes aux feuilles composées, blanchâtres tomenteuses ou glabres sur la face inférieure, avec entre sept et vingt paires de folioles atténuées, aiguës à obtuses avec un nombre varié de dents. Les fleurs ont des pétales blancs à roses à cramoisis et deux, trois ou cinq styles. Les fruits sont petits à gros, rouge orangé ou cramoisi ou jaune à blanc, sans lenticelles.

## Taxinomie
Le genre a été formellement décrit en 1753 par le naturaliste suédois Carl von Linné, dans son ouvrage Species Plantarum, fondateur de la nomenclature botanique moderne. L'espèce type du genre est Sorbus aucuparia.

### Liste des espèces
En 2017 a été publiée une classification du genre Sorbus actualisée selon les dernières études phylogénétiques. Afin de parvenir à la monophylie, le genre Sorbus a été éclaté en :
- cinq genres non hybrides représentant des lignées évolutives distinctes : Aria, Chamaemespilus, Cormus, Sorbus au sens strict, et Torminalis ;
- et cinq genres hybrides : Borkhausenia (Aria × Sorbus × Torminalis) renommé en 2017 puis Scandosorbus Sennikov en 2018[3], Hedlundia (Aria × Sorbus), Karpatiosorbus (Aria × Torminalis), Majovskya (Aria × Chamaemespilus) et Normeyera (Aria × Chamaemespilus × Sorbus).

Les espèces reclassées comprennent notamment :
- l'Alisier blanc (Sorbus aria), renommée Aria edulis ;
- le Sorbier domestique (Sorbus domestica), renommée Cormus domestica ;
- l'Alisier de Suède (Sorbus intermedia), renommé Borkhausenia intermedia, puis Scandosorbus intermedia (Ehrh.) Sennikov en 2018[3] ;
- l'Alisier de Fontainebleau (Sorbus latifolia), renommée Karpatiosorbus latifolia ;
- le Sorbier de Legré (Sorbus legrei), renommée Hedlundia legrei ;
- l'Alisier de Mougeot (Sorbus mougeotii), renommée Hedlundia mougeotii ;
- l'Alisier de Reims (Sorbus remensis), renommée Karpatiosorbus remensis ;
- l'Alisier torminal (Sorbus torminalis), renommée Torminalis glaberrima.

Sorbus au sens strict regroupe 104 espèces selon Plants of the World online (POWO) (7 avril 2024) :
- Sorbus albopilosa T.T.Yu & L.T.Lu
- Sorbus americana Marshall
- Sorbus amoena McAll.
- Sorbus arachnoidea Koehne
- Sorbus aucuparia L.
- Sorbus bissetii McAll.
- Sorbus bulleyana McAll.
- Sorbus californica Greene
- Sorbus carmesina McAll.
- Sorbus cashmiriana Hedl.
- Sorbus cibagouensis H.Peng & Z.J.Yin
- Sorbus cinereopubescens McAll.
- Sorbus commixta Hedl.
- Sorbus coxii McAll.
- Sorbus decora (Sarg.) C.K.Schneid.
- Sorbus discolor (Maxim.) Maxim.
- Sorbus dolichofoliolatus X.F.Gao & Meng Li
- Sorbus domugledica Kárpáti
- Sorbus doshonglaensis Xin Chen, Xiao C.Zhang & C.Q.Tang
- Sorbus eburnea McAll.
- Sorbus ellipsoidalis McAll.
- Sorbus erzincanica Dönmez
- Sorbus esserteauana Koehne
- Sorbus fansipanensis McAll.
- Sorbus faohraei Hedrén & J.Levin
- Sorbus filipes Hand.-Mazz.
- Sorbus foliolosa (Wall.) Spach
- Sorbus forrestii McAll. & Gillham
- Sorbus frutescens McAll.
- Sorbus gilgitana McAll.
- Sorbus glabriuscula McAll.
- Sorbus glomerulata Koehne
- Sorbus gonggashanica McAll.
- Sorbus gongshanensis X.F.Gao & Meng Li
- Sorbus gracilis (Siebold & Zucc.) K.Koch
- Sorbus hajastana Gabrieljan
- Sorbus harrowiana (Balf.f. & W.W.Sm.) Rehder
- Sorbus helenae Koehne
- Sorbus herculis Kárpáti
- Sorbus himalaica Gabrieljan
- Sorbus hugh-mcallisteri Mikoláš
- Sorbus hupehensis C.K.Schneid.
- Sorbus insignis (Hook.f.) Hedl.
- Sorbus keenanii Rushforth
- Sorbus khumbuensis McAll.
- Sorbus kiukiangensis T.T.Yu
- Sorbus koehneana C.K.Schneid.
- Sorbus kongboensis McAll.
- Sorbus kurzii (G.Watt ex Prain) C.K.Schneid.
- Sorbus kusnetzovii Zinserl.
- Sorbus lanpingensis L.T.Lu
- Sorbus lingshiensis Rushforth
- Sorbus longii Rushforth
- Sorbus lushanensis Xin Chen & Jing Qiu
- Sorbus macallisteri Rushforth
- Sorbus macrantha Merr.
- Sorbus maderensis (Lowe) Dode
- Sorbus matsumurana (Makino) Koehne
- Sorbus microphylla Wenz.
- Sorbus monbeigii (Cardot) N.P.Balakr.
- Sorbus muliensis McAll.
- Sorbus obsoletidentata (Cardot) T.T.Yu
- Sorbus occidentalis (S.Watson) Greene
- Sorbus oligodonta (Cardot) Hand.-Mazz.
- Sorbus olivacea McAll.
- Sorbus ovalis McAll.
- Sorbus parva McAll.
- Sorbus parvifolia (Blatt.) N.P.Balakr.
- Sorbus parvifructa McAll.
- Sorbus pontica Zaik.
- Sorbus poteriifolia Hand.-Mazz.
- Sorbus prattii Koehne
- Sorbus ×proctoriana T.C.G.Rich
- Sorbus pseudohupehensis McAll.
- Sorbus pseudovilmorinii McAll.
- Sorbus randaiensis (Hayata) Koidz.
- Sorbus reducta Diels
- Sorbus rehderiana Koehne
- Sorbus rinzenii Rushforth
- Sorbus rockii P.D.Sell
- Sorbus rosea McAll.
- Sorbus rubescens McAll.
- Sorbus rufopilosa C.K.Schneid.
- Sorbus rushforthii McAll.
- Sorbus rutilans McAll.
- Sorbus sambucifolia (Cham. & Schltdl.) M.Roem.
- Sorbus sargentiana Koehne
- Sorbus scalaris Koehne
- Sorbus scopulina Greene
- Sorbus setschwanensis (C.K.Schneid.) Koehne
- Sorbus shirinensis Hadač & Chrtek
- Sorbus sitchensis M.Roem.
- Sorbus splendens Grimshaw & C.R.Sanders
- Sorbus subfusca (Ledeb. ex Nordm.) Boiss.
- Sorbus sujoyi Ghora
- Sorbus tenuis McAll.
- Sorbus tianschanica Rupr.
- Sorbus tiantangensis X.M.Liu & C.L.Wang
- Sorbus tiliifolia H.Zare, Amini & Assadi
- Sorbus ulleungensis Chin S.Chang
- Sorbus ursina (Wall. ex G.Don) S.Schauer
- Sorbus vilmorinii C.K.Schneid.
- Sorbus wallichii (Hook.f.) T.T.Yu
- Sorbus wilsoniana C.K.Schneid.
- Sorbus ×yokouchii M.Mizush. ex T.Shimizu
- Sorbus zayuensis T.T.Yu & L.T.Lu

### Synonymes
Sorbus L. a pour synonymes :
- Alniaria Rushforth[5]
- Aucuparia Medik.[5],[2]
- Aucuparia Rivinus ex Medik.[4]
- Dunnaria Rushforth[5]
- Griffitharia Rushforth[5]
- Pleiosorbus L.H.Zhou & C.Y.Wu[5]
- Pyrus sect. Sorbus (L.) DC.[2]
- Pyrus subgen. Sorbus (L.) Reichenb[2].
- Sorbus sect. Aucuparia (Medik.) Fritsch[2]
- Sorbus subgen. Aucuparia (Medik.) Düll[2]
- Thomsonaria Rushforth[5]
- Wilsonaria Rushforth[5]
- ×Sorbotoraria Mezhenskyj, nom. nud.[4]

## Parasites
Le papillon de nuit (hétérocère) suivant se nourrit de sorbier : 

- la phalène du sureau ou phalène soufrée, Ourapteryx sambucaria (Geometridae).

## Le sorbier dans la tradition

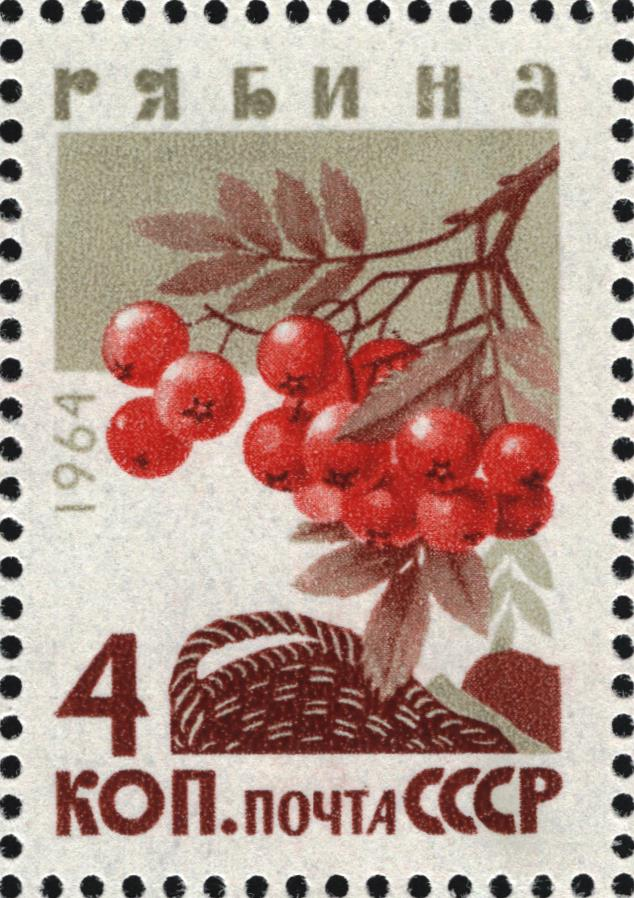
Timbre soviétique (1964) consacré au sorbier (riabina).

- Selon l'anthropologue écossais Sir James George Frazer, le sorbier pouvait être épiphyte. Dans ce cas il avait un pouvoir magique considérable et était appelé « sorbier volant »[6]
- Dans la mythologie germanique, le sorbier est lié à Sif la femme de Thor
- Dans le folklore breton, les fées changent parfois les os de bétail avec du bois de sorbier qui contient lui aussi de la moëlle[7].
- Le sorbier était considéré comme ayant des propriétés magiques dans les cultures notamment des anciens Slaves, Scandinaves et Celtes, et jouait un rôle dans leurs rites.

## Le sorbier dans la culture récente
- Dans la série Teen Wolf, la poudre de sorbier sert à constituer des barrières contre les créatures magiques telles que les loups-garous.
- Dans la saga littéraire L'Épouvanteur, le bois de sorbier provoque une grande douleur aux sorcières. C'est pour cette raison que les épouvanteurs ont des bâtons en bois de sorbier.